# Poètes obscurs

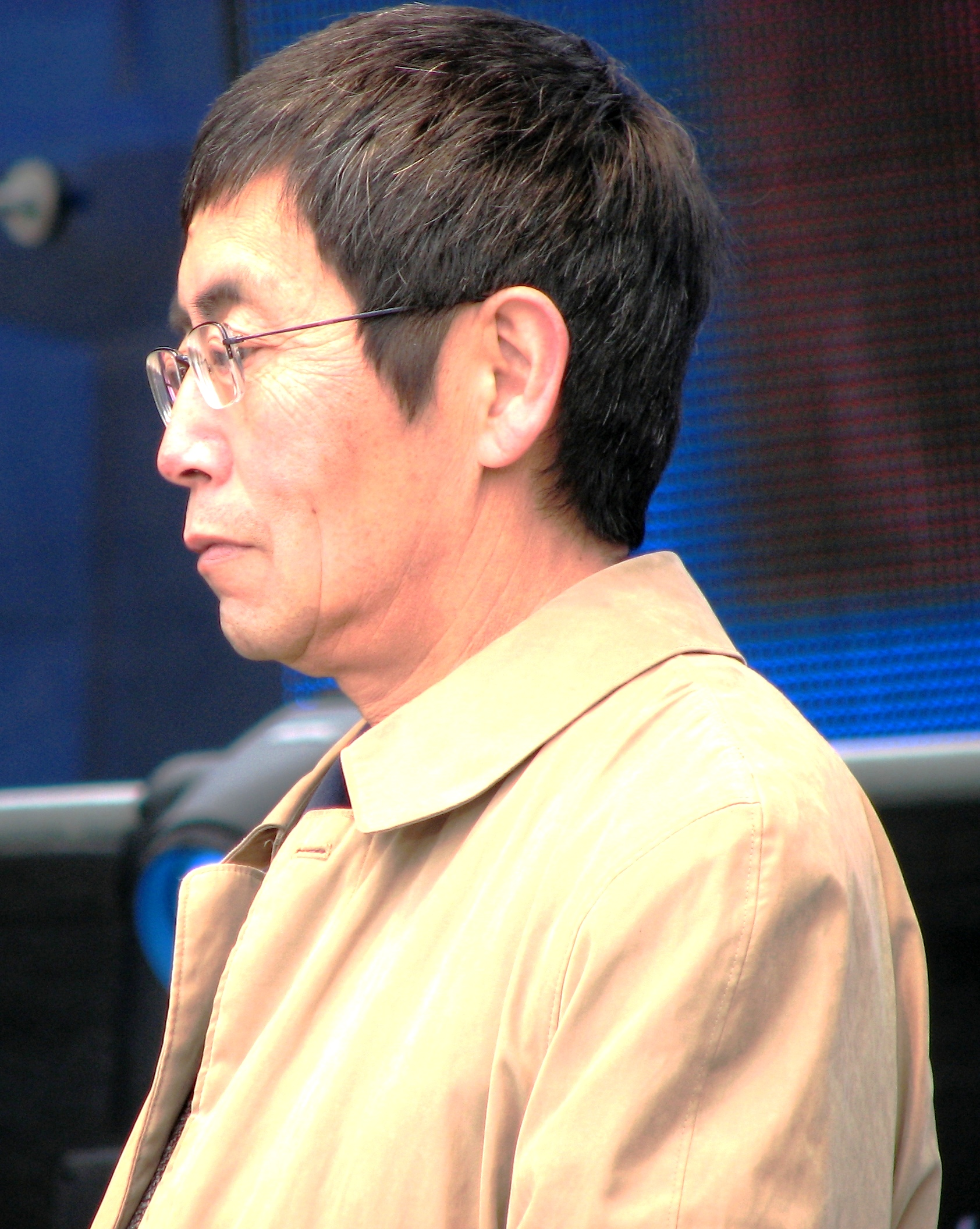
Bei Dao.

Les Poètes obscurs ou « Poètes brumeux » (en chinois  朦胧诗人, Ménglóng  Shīrén) sont un groupe de poètes chinois du XXe siècle dont la production s'inscrit en réaction contre les restrictions de la Révolution culturelle. Ils sont ainsi désignés parce que leurs œuvres ont été officiellement dénoncées comme étant de la poésie obscure (c'est-à-dire brumeuse ou nébuleuse :  en chinois : menglong shi). Le mouvement s'est initialement fait connaître à travers le magazine Jintian (今天, Jīntiān, c'est-à-dire « aujourd'hui »), publié de 1978 à 1980, année de son interdiction. 
Les quatre principaux poètes obscurs, Bei Dao,  Gu Cheng, Duo Duo (lauréat du Prix Neustadt en 2010) et Yang Lian ont été exilés après les manifestations de la place Tian'anmen de 1989. D'autres membres du groupe, comme Mang Ke et Shu Ting, sont restés en Chine. Le magazine Jintian  est reparu en Suède en 1990 en tant que tribune des écrivains chinois expatriés.
Les poètes obscurs ont fortement influencé les textes des chansons composées par les musiciens rock chinois de la première génération, notamment  Cui Jian.